# Pașcani (Hîncești)
Pașcani è un comune della Moldavia situato nel distretto di Hîncești di 2.795 abitanti al censimento del 2004.

## Località
Il comune è formato dall'insieme delle seguenti località (popolazione 2004):
- Pașcani (1.464 abitanti)
- Pereni (1.331 abitanti)